# Чемпіонат Європи з волейболу серед чоловіків 2019
Чемпіонат Європи з волейболу серед чоловіків 2019 — 31-й Чемпіонат Європи з волейболу серед чоловіків, організований ЄКВ. Турнір уперше відбувся відразу в чотирьох країнах: Бельгії, Франції, Нідерландах і Словенії з 12 по 29 вересня 2019 року. Кількість національних команд, які беруть участь у змаганнях збільшена з 16 до 24.
Чорногорія та Північна Македонія виступили вперше, а Росія — у ролі попереднього чемпіона.

## Кваліфікація
| Способи кваліфікації  | Сіяні      | Способи кваліфікації | Способи кваліфікації | Кваліфікувалися    |
| --------------------- | ---------- | -------------------- | -------------------- | ------------------ |
| Країни-господарі      | Франція    | Кваліфікація         | Група A              | Румунія            |
| Країни-господарі      | Словенія   | Кваліфікація         | Група B              | Естонія            |
| Країни-господарі      | Бельгія    | Кваліфікація         | Група C              | Словаччина         |
| Країни-господарі      | Нідерланди | Кваліфікація         | Група D              | Португалія         |
| Чемпіонат Європи 2017 | Росія      | Кваліфікація         | Група E              | Білорусь           |
| Чемпіонат Європи 2017 | Німеччина  | Кваліфікація         | Група F              | Україна            |
| Чемпіонат Європи 2017 | Сербія     | Кваліфікація         | Група G              | Греція             |
| Чемпіонат Європи 2017 | Італія     | Кваліфікація         | Найкращі другі місця | Іспанія            |
| Чемпіонат Європи 2017 | Болгарія   | Кваліфікація         | Найкращі другі місця | Чорногорія         |
| Чемпіонат Європи 2017 | Чехія      | Кваліфікація         | Найкращі другі місця | Фінляндія          |
| Чемпіонат Європи 2017 | Польща     | Кваліфікація         | Найкращі другі місця | Австрія            |
| Чемпіонат Європи 2017 | Туреччина  | Кваліфікація         | Найкращі другі місця | Північна Македонія |
| Всього 24             |            |                      |                      |                    |

## Жеребкування
Жеребкування відбувається наступним чином:
1. Організатори висівають у попередні кошики. Франція в кошику A, Бельгія у кошику B, Словенія у кошику C і Нідерланди у кошику D.
2. Перше та друге найкраще оцінене з попереднього видання змагань CEV проводиться в різних попередніх пулах,
3. Відповідно до рейтингу національної команди CEV за станом на 4 вересня 2017 року, Національні федерації висіваються за порядком у порядку зменшення у кількості чашок, що дорівнює кількості попередніх пулів.

| Кошик 1                    | Кошик 2                            | Кошик 3                                 | Кошик 4                                   | Кошик 5                             |
| -------------------------- | ---------------------------------- | --------------------------------------- | ----------------------------------------- | ----------------------------------- |
| Росія Сербія Польща Італія | Болгарія Німеччина Фінляндія Чехія | Естонія Словаччина Туреччина Португалія | Іспанія Україна Греція Північна Македонія | Білорусь Чорногорія Румунія Австрія |

Результати
Жеребкування відбулося 16 січня 2019 року в Атоміум (Брюссель, Бельгія).
| Кошик A    | Кошик B    | Кошик C            | Кошик D    |
| ---------- | ---------- | ------------------ | ---------- |
| Франція    | Бельгія    | Словенія           | Нідерланди |
| Італія     | Сербія     | Росія              | Польща     |
| Болгарія   | Німеччина  | Фінляндія          | Чехія      |
| Португалія | Словаччина | Туреччина          | Естонія    |
| Греція     | Іспанія    | Північна Македонія | Україна    |
| Румунія    | Австрія    | Білорусь           | Чорногорія |

## Місця проведення
| Група A                                | 1/16, Кваліфікація                     | Півфінали, Фінали       | Монпельє Нант Париж         |
| -------------------------------------- | -------------------------------------- | ----------------------- | --------------------------- |
| Монпельє, Франція                      | Нант, Франція                          | Париж, Франція          | Монпельє Нант Париж         |
| Сюд де Франс Арена                     | Зал XXL                                | Аккорготелс Арена       | Монпельє Нант Париж         |
| Кількість місць: 10,700                | Кількість місць: 10,750                | Кількість місць: 15,609 | Монпельє Нант Париж         |
|                                        |                                        |                         | Монпельє Нант Париж         |
| Група B                                | Група B, 1/16, Кваліфікація            | Брюссель Антверпен      | Брюссель Антверпен          |
| Брюсель, Бельгія                       | Антверпен, Бельгія                     | Брюссель Антверпен      | Брюссель Антверпен          |
| Пале 12                                | Спортпалейс                            | Брюссель Антверпен      | Брюссель Антверпен          |
| Кількість місць: 15,000                | Кількість місць: 18,400                | Брюссель Антверпен      | Брюссель Антверпен          |
|                                        |                                        | Брюссель Антверпен      | Брюссель Антверпен          |
| Група C, 1/16, Кваліфікація, Півфінали | Група C, 1/16, Кваліфікація, Півфінали | Любляна                 | Любляна                     |
| Любляна, Словенія                      |                                        | Любляна                 | Любляна                     |
| Арена Стожиці                          |                                        | Любляна                 | Любляна                     |
| Кількість місць: 12,480                |                                        | Любляна                 | Любляна                     |
|                                        |                                        | Любляна                 | Любляна                     |
| Група D                                | Група D                                | 1/16, Кваліфікація      | Амстердам Ротердам Апелдорн |
| Амстердам, Нідерланди                  | Ротердам, Нідерланди                   | Апелдорн, Нідерланди    | Амстердам Ротердам Апелдорн |
| Спортгаллен Зойд                       | Роттердам Агой                         | Омніспортс Апелдорн     | Амстердам Ротердам Апелдорн |
| Кількість місць: 2,525                 | Кількість місць: 16,426                | Кількість місць: 2,000  | Амстердам Ротердам Апелдорн |
|                                        |                                        |                         | Амстердам Ротердам Апелдорн |

## Залік у групах
1. Кількість виграних матчів
2. Кількість очок
3. Різниця виграних/програних сетів
4. Різниця набраних/програних очок
5. Якщо нічия також за різницею набраних/програних очок між двома командами, пріоритет буде надаватися команді, яка виграла в очному матчі між ними. Коли рівне співвідношення очок буде між трьома або більше командами, буде зроблено підрахунок за пунктами 1, 2, 3 та 4 лише з урахуванням матчів лише між цими командами.

Якщо матч виграно з рахунком 3–0 або 3–1, то 3 очки зараховують переможцю, а команді, що програла 0 очок.

Якщо матч виграно з рахунком 3–2, то 2 очки отримує переможець і 1 переможений.

## Попередній раунд
|  | Кваліфікувалися до фінального раунду |

Все вказано за центральноєвропейським літнім часос (UTC+02:00).

### Група A
| Місце | Команда    | Матчів | Матчів | Очки | Сетів | Сетів | Сетів   | Бали | Бали | Бали    |
| Місце | Команда    | В      | П      | Очки | В     | П     | Різниця | В    | П    | Різниця |
| ----- | ---------- | ------ | ------ | ---- | ----- | ----- | ------- | ---- | ---- | ------- |
| 1     | Франція    | 5      | 0      | 15   | 15    | 1     | 15.000  | 398  | 303  | 1.314   |
| 2     | Італія     | 4      | 1      | 12   | 13    | 6     | 2.167   | 452  | 389  | 1.162   |
| 3     | Болгарія   | 3      | 2      | 9    | 10    | 7     | 1.429   | 396  | 394  | 1.005   |
| 4     | Греція     | 1      | 4      | 3    | 5     | 13    | 0.385   | 386  | 432  | 0.894   |
| 5     | Португалія | 1      | 4      | 3    | 5     | 13    | 0.385   | 386  | 433  | 0.891   |
| 6     | Румунія    | 1      | 4      | 3    | 5     | 13    | 0.385   | 372  | 439  | 0.847   |

| Дата       | Час   |            | Рахунок |            | Сет 1 | Сет 2 | Сет 3 | Сет 4 | Сет 5 | Всього | Звіт |
| ---------- | ----- | ---------- | ------- | ---------- | ----- | ----- | ----- | ----- | ----- | ------ | ---- |
| 12 вересня | 14:15 | Болгарія   | 3–0     | Греція     | 25–22 | 25–16 | 25–20 |       |       | 75–58  | Звіт |
| 12 вересня | 17:15 | Португалія | 0–3     | Італія     | 21–25 | 10–25 | 22–25 |       |       | 53–75  | Звіт |
| 12 вересня | 20:45 | Франція    | 3–0     | Румунія    | 25–19 | 25–14 | 25–16 |       |       | 75–49  | Звіт |
| 13 вересня | 17:15 | Болгарія   | 3–0     | Румунія    | 28–26 | 25–20 | 25–20 |       |       | 78–66  | Звіт |
| 13 вересня | 20:45 | Італія     | 3–1     | Греція     | 17–25 | 25–23 | 25–19 | 25–18 |       | 92–85  | Звіт |
| 14 вересня | 17:15 | Греція     | 0–3     | Франція    | 14–25 | 18–25 | 24–26 |       |       | 56–76  | Звіт |
| 14 вересня | 20:45 | Болгарія   | 3–1     | Португалія | 25–23 | 28–30 | 25–23 | 25–22 |       | 103–98 | Звіт |
| 15 вересня | 14:00 | Румунія    | 1–3     | Італія     | 15–25 | 14–25 | 25–23 | 14–25 |       | 68–98  | Звіт |
| 15 вересня | 17:30 | Португалія | 0–3     | Франція    | 11–25 | 20–25 | 23–25 |       |       | 54–75  | Звіт |
| 16 вересня | 17:15 | Румунія    | 1–3     | Греція     | 25–23 | 24–26 | 25–27 | 21–25 |       | 95–101 | Звіт |
| 16 вересня | 20:45 | Франція    | 3–0     | Болгарія   | 25–19 | 25–21 | 25–14 |       |       | 75–54  | Звіт |
| 17 вересня | 14:00 | Греція     | 1–3     | Португалія | 25–19 | 21–25 | 23–25 | 17–25 |       | 86–94  | Звіт |
| 17 вересня | 19:30 | Італія     | 3–1     | Болгарія   | 22–25 | 25–23 | 25–21 | 25–17 |       | 97–86  | Звіт |
| 18 вересня | 14:00 | Португалія | 1–3     | Румунія    | 21–25 | 25–19 | 18–25 | 23–25 |       | 87–94  | Звіт |
| 18 вересня | 20:30 | Франція    | 3–1     | Італія     | 25–22 | 22–25 | 25–21 | 25–22 |       | 97–90  | Звіт |

### Група B
- Ігри з 13 по 14 вересня проходили у Брюселі (Бельгія), у той час як ігри з 15 по 19 вересня проводилися в Антверпені (Бельгія).

| Місце | Команда    | Матчів | Матчів | Очки | Сетів | Сетів | Сетів   | Бали | Бали | Бали    |
| Місце | Команда    | В      | П      | Очки | В     | П     | Різниця | В    | П    | Різниця |
| ----- | ---------- | ------ | ------ | ---- | ----- | ----- | ------- | ---- | ---- | ------- |
| 1     | Сербія     | 5      | 0      | 15   | 15    | 1     | 15.000  | 396  | 313  | 1.265   |
| 2     | Бельгія    | 4      | 1      | 11   | 12    | 5     | 2.400   | 386  | 345  | 1.119   |
| 3     | Німеччина  | 2      | 3      | 7    | 9     | 9     | 1.000   | 397  | 394  | 1.008   |
| 4     | Іспанія    | 2      | 3      | 6    | 9     | 12    | 0.750   | 454  | 471  | 0.964   |
| 5     | Словаччина | 2      | 3      | 5    | 6     | 12    | 0.500   | 386  | 423  | 0.913   |
| 6     | Австрія    | 0      | 5      | 1    | 3     | 15    | 0.200   | 360  | 433  | 0.831   |

| Дата       | Час   |            | Рахунок |            | Сет 1 | Сет 2 | Сет 3 | Сет 4 | Сет 5 | Всього  | Звіт |
| ---------- | ----- | ---------- | ------- | ---------- | ----- | ----- | ----- | ----- | ----- | ------- | ---- |
| 13 вересня | 15:00 | Сербія     | 3–0     | Німеччина  | 25–21 | 25–17 | 25–15 |       |       | 75–53   | Звіт |
| 13 вересня | 17:30 | Словаччина | 3–2     | Іспанія    | 25–23 | 25–23 | 20–25 | 16–25 | 18–16 | 104–112 | Звіт |
| 13 вересня | 20:30 | Бельгія    | 3–0     | Австрія    | 25–17 | 25–23 | 25–17 |       |       | 75–57   | Звіт |
| 14 вересня | 17:30 | Німеччина  | 2–3     | Бельгія    | 23–25 | 17–25 | 25–22 | 25–15 | 13–15 | 103–102 | Звіт |
| 14 вересня | 20:30 | Словаччина | 3–1     | Австрія    | 19–25 | 25–20 | 25–21 | 25–15 |       | 94–81   | Звіт |
| 15 вересня | 15:30 | Іспанія    | 0–3     | Бельгія    | 17–25 | 21–25 | 14–25 |       |       | 52–75   | Звіт |
| 15 вересня | 18:30 | Сербія     | 3–0     | Словаччина | 25–19 | 25–20 | 25–21 |       |       | 75–60   | Звіт |
| 16 вересня | 17:30 | Австрія    | 0–3     | Німеччина  | 23–25 | 15–25 | 16–25 |       |       | 54–75   | Звіт |
| 16 вересня | 20:30 | Іспанія    | 1–3     | Сербія     | 25–21 | 19–25 | 19–25 | 20–25 |       | 83–96   | Звіт |
| 17 вересня | 17:30 | Австрія    | 2–3     | Іспанія    | 23–25 | 28–26 | 23–25 | 25–23 | 11–15 | 110–114 | Звіт |
| 17 вересня | 20:30 | Словаччина | 0–3     | Бельгія    | 23–25 | 20–25 | 15–25 |       |       | 58–75   | Звіт |
| 18 вересня | 17:30 | Німеччина  | 3–0     | Словаччина | 25–23 | 30–28 | 25–19 |       |       | 80–70   | Звіт |
| 18 вересня | 20:30 | Бельгія    | 0–3     | Сербія     | 19–25 | 21–25 | 19–25 |       |       | 59–75   | Звіт |
| 19 вересня | 17:30 | Іспанія    | 3–1     | Німеччина  | 25–22 | 25–20 | 18–25 | 25–19 |       | 93–86   | Звіт |
| 19 вересня | 20:30 | Сербія     | 3–0     | Австрія    | 25–16 | 25–22 | 25–20 |       |       | 75–58   | Звіт |

### Група C
| Місце | Команда            | Матчів | Матчів | Очки | Сетів | Сетів | Сетів   | Бали | Бали | Бали    |
| Місце | Команда            | В      | П      | Очки | В     | П     | Різниця | В    | П    | Різниця |
| ----- | ------------------ | ------ | ------ | ---- | ----- | ----- | ------- | ---- | ---- | ------- |
| 1     | Росія              | 5      | 0      | 15   | 15    | 2     | 7.500   | 427  | 329  | 1.298   |
| 2     | Словенія           | 3      | 2      | 9    | 10    | 7     | 1.429   | 419  | 376  | 1.114   |
| 3     | Туреччина          | 2      | 3      | 7    | 9     | 10    | 0.900   | 413  | 421  | 0.981   |
| 4     | Фінляндія          | 2      | 3      | 6    | 9     | 12    | 0.750   | 455  | 472  | 0.964   |
| 5     | Північна Македонія | 2      | 3      | 6    | 7     | 11    | 0.636   | 409  | 445  | 0.919   |
| 6     | Білорусь           | 1      | 4      | 2    | 6     | 14    | 0.429   | 404  | 484  | 0.835   |

| Дата       | Час   |                    | Рахунок |                    | Сет 1 | Сет 2 | Сет 3 | Сет 4 | Сет 5 | Всього  | Звіт |
| ---------- | ----- | ------------------ | ------- | ------------------ | ----- | ----- | ----- | ----- | ----- | ------- | ---- |
| 12 вересня | 14:30 | Туреччина          | 1–3     | Росія              | 13–25 | 25–23 | 17–25 | 15–25 |       | 70–98   | Звіт |
| 12 вересня | 17:30 | Фінляндія          | 3–1     | Північна Македонія | 25–23 | 25–22 | 23–25 | 25–21 |       | 98–91   | Звіт |
| 12 вересня | 20:30 | Словенія           | 3–0     | Білорусь           | 25–17 | 25–14 | 25–19 |       |       | 75–50   | Звіт |
| 13 вересня | 17:30 | Північна Македонія | 0–3     | Туреччина          | 20–25 | 23–25 | 13–25 |       |       | 56–75   | Звіт |
| 13 вересня | 20:30 | Білорусь           | 1–3     | Росія              | 25–23 | 17–25 | 22–25 | 10–25 |       | 74–98   | Звіт |
| 14 вересня | 17:30 | Північна Македонія | 0–3     | Росія              | 15–25 | 16–25 | 28–30 |       |       | 59–80   | Звіт |
| 14 вересня | 20:30 | Словенія           | 3–1     | Фінляндія          | 25–18 | 26–24 | 24–26 | 25–15 |       | 100–83  | Звіт |
| 15 вересня | 17:30 | Білорусь           | 3–2     | Фінляндія          | 13–25 | 17–25 | 30–28 | 25–22 | 15–13 | 100–113 | Звіт |
| 15 вересня | 20:30 | Туреччина          | 0–3     | Словенія           | 28–30 | 16–25 | 23–25 |       |       | 67–80   | Звіт |
| 16 вересня | 17:30 | Росія              | 3–0     | Фінляндія          | 25–17 | 26–24 | 25–22 |       |       | 76–63   | Звіт |
| 16 вересня | 20:30 | Білорусь           | 1–3     | Північна Македонія | 25–23 | 19–25 | 27–29 | 20–25 |       | 91–102  | Звіт |
| 17 вересня | 17:30 | Словенія           | 1–3     | Північна Македонія | 24–26 | 28–30 | 25–19 | 24–26 |       | 101–101 | Звіт |
| 17 вересня | 20:30 | Туреччина          | 3–1     | Білорусь           | 25–21 | 26–24 | 20–25 | 25–19 |       | 96–89   | Звіт |
| 18 вересня | 17:30 | Словенія           | 0–3     | Росія              | 21–25 | 21–25 | 21–25 |       |       | 63–75   | Звіт |
| 18 вересня | 20:30 | Фінляндія          | 3–2     | Туреччина          | 25–20 | 15–25 | 18–25 | 25–23 | 15–12 | 98–105  | Звіт |

### Група D
- Ігри з 13 по 16 вересня проводилися у Ротердамі (Нідерланди), у той час як ігри з 17 по 19 вересня проводились в Амстердамі (Нідерланди).

| Місце | Команда    | Матчів | Матчів | Очки | Сетів | Сетів | Сетів   | Бали | Бали | Бали    |
| Місце | Команда    | В      | П      | Очки | В     | П     | Різниця | В    | П    | Різниця |
| ----- | ---------- | ------ | ------ | ---- | ----- | ----- | ------- | ---- | ---- | ------- |
| 1     | Польща     | 5      | 0      | 15   | 15    | 1     | 15.000  | 400  | 283  | 1.413   |
| 2     | Нідерланди | 3      | 2      | 10   | 11    | 7     | 1.571   | 412  | 383  | 1.076   |
| 3     | Україна    | 3      | 2      | 9    | 9     | 8     | 1.125   | 385  | 367  | 1.049   |
| 4     | Чехія      | 2      | 3      | 6    | 9     | 11    | 0.818   | 433  | 447  | 0.969   |
| 5     | Чорногорія | 2      | 3      | 5    | 7     | 11    | 0.636   | 348  | 426  | 0.817   |
| 6     | Естонія    | 0      | 5      | 0    | 2     | 15    | 0.133   | 367  | 439  | 0.836   |

| Дата       | Час   |            | Рахунок |            | Сет 1 | Сет 2 | Сет 3 | Сет 4 | Сет 5 | Всього  | Звіт |
| ---------- | ----- | ---------- | ------- | ---------- | ----- | ----- | ----- | ----- | ----- | ------- | ---- |
| 13 вересня | 14:00 | Чехія      | 1–3     | Україна    | 21–25 | 19–25 | 25–19 | 22–25 |       | 87–94   | Звіт |
| 13 вересня | 17:00 | Естонія    | 1–3     | Польща     | 22–25 | 27–25 | 22–25 | 17–25 |       | 88–100  | Звіт |
| 13 вересня | 20:00 | Нідерланди | 3–0     | Чорногорія | 25–13 | 25–17 | 25–15 |       |       | 75–45   | Звіт |
| 14 вересня | 16:00 | Україна    | 0–3     | Нідерланди | 26–28 | 27–29 | 21–25 |       |       | 74–82   | Звіт |
| 14 вересня | 19:00 | Естонія    | 0–3     | Чорногорія | 23–25 | 28–30 | 23–25 |       |       | 74–80   | Звіт |
| 15 вересня | 16:00 | Нідерланди | 0–3     | Польща     | 19–25 | 18–25 | 19–25 |       |       | 56–75   | Звіт |
| 15 вересня | 19:00 | Чехія      | 3–0     | Естонія    | 25–18 | 34–32 | 28–26 |       |       | 87–76   | Звіт |
| 16 вересня | 17:00 | Чорногорія | 1–3     | Україна    | 25–19 | 18–25 | 15–25 | 19–25 |       | 77–94   | Звіт |
| 16 вересня | 20:00 | Польща     | 3–0     | Чехія      | 25–18 | 25–12 | 25–15 |       |       | 75–45   | Звіт |
| 17 вересня | 17:00 | Чорногорія | 0–3     | Польща     | 10–25 | 17–25 | 19–25 |       |       | 46–75   | Звіт |
| 17 вересня | 20:00 | Естонія    | 1–3     | Нідерланди | 25–22 | 19–25 | 19–25 | 20–25 |       | 83–97   | Звіт |
| 18 вересня | 16:00 | Україна    | 3–0     | Естонія    | 25–17 | 25–15 | 25–14 |       |       | 75–46   | Звіт |
| 18 вересня | 20:00 | Нідерланди | 2–3     | Чехія      | 18–25 | 25–18 | 20–25 | 25–22 | 14–16 | 102–106 | Звіт |
| 19 вересня | 17:00 | Чехія      | 2–3     | Чорногорія | 23–25 | 25–14 | 22–25 | 25–21 | 13–15 | 108–100 | Звіт |
| 19 вересня | 20:00 | Польща     | 3–0     | Україна    | 25–17 | 25–16 | 25–15 |       |       | 75–48   | Звіт |

## Фінальний раунд
Увесь час вказано за середньоєвропейським літнім часом (UTC+02:00).
|  | 1/8                                | 1/8                                |                                  |   | Чвертьфінали   | Чвертьфінали   |                              |                              | Півфінали | Півфінали |  |  | Фінал | Фінал |
|  |                                    |                                    |                                  |   |                |                |                              |                              |           |           |  |  |       |       |
|  | 21 вересня — Антверпен (Бельгія)   |                                    |                                  |   |                |                |                              |                              |           |           |  |  |       |       |
|  |                                    |                                    |                                  |   |                |                |                              |                              |           |           |  |  |       |       |
|  | Сербія                             | 3                                  |                                  |   |                |                |                              |                              |           |           |  |  |       |       |
|  | Сербія                             | 3                                  | 24 вересня — Антверпен (Бельгія) |   |                |                |                              |                              |           |           |  |  |       |       |
|  | Чехія                              | 0                                  |                                  |   |                |                |                              |                              |           |           |  |  |       |       |
|  | Чехія                              | 0                                  | Сербія                           | 3 |                |                |                              |                              |           |           |  |  |       |       |
|  | 21 вересня — Антверпен (Бельгія)   |                                    | Сербія                           | 3 |                |                |                              |                              |           |           |  |  |       |       |
|  |                                    | Україна                            | 2                                |   |                |                |                              |                              |           |           |  |  |       |       |
|  | Бельгія                            | Україна                            | 2                                | 2 |                |                |                              |                              |           |           |  |  |       |       |
|  | Бельгія                            |                                    | 27 вересня — Париж (Франція)     | 2 |                |                |                              |                              |           |           |  |  |       |       |
|  | Україна                            | 3                                  |                                  |   |                |                |                              |                              |           |           |  |  |       |       |
|  | Україна                            | 3                                  | Сербія                           | 3 |                |                |                              |                              |           |           |  |  |       |       |
|  | 21 вересня — Нант (Франція)        |                                    | Сербія                           | 3 |                |                |                              |                              |           |           |  |  |       |       |
|  |                                    | Франція                            | 2                                |   |                |                |                              |                              |           |           |  |  |       |       |
|  | Франція                            | Франція                            | 2                                | 3 |                |                |                              |                              |           |           |  |  |       |       |
|  | Франція                            | 24 вересня — Нант (Франція)        |                                  | 3 |                |                |                              |                              |           |           |  |  |       |       |
|  | Фінляндія                          | 0                                  |                                  |   |                |                |                              |                              |           |           |  |  |       |       |
|  | Фінляндія                          | 0                                  | Франція                          | 3 |                |                |                              |                              |           |           |  |  |       |       |
|  | 22 вересня — Нант (Франція)        |                                    | Франція                          | 3 |                |                |                              |                              |           |           |  |  |       |       |
|  |                                    | Італія                             | 0                                |   |                |                |                              |                              |           |           |  |  |       |       |
|  | Італія                             | Італія                             | 0                                | 3 |                |                |                              |                              |           |           |  |  |       |       |
|  | Італія                             |                                    | 29 вересня — Париж (Франція)     | 3 |                |                |                              |                              |           |           |  |  |       |       |
|  | Туреччина                          | 0                                  |                                  |   |                |                |                              |                              |           |           |  |  |       |       |
|  | Туреччина                          | 0                                  | Сербія                           | 3 |                |                |                              |                              |           |           |  |  |       |       |
|  | 21 вересня — Апелдорн (Нідерланди) |                                    | Сербія                           | 3 |                |                |                              |                              |           |           |  |  |       |       |
|  |                                    | Словенія                           | 1                                |   |                |                |                              |                              |           |           |  |  |       |       |
|  | Польща                             | Словенія                           | 1                                | 3 |                |                |                              |                              |           |           |  |  |       |       |
|  | Польща                             | 23 вересня — Апелдорн (Нідерланди) |                                  | 3 |                |                |                              |                              |           |           |  |  |       |       |
|  | Іспанія                            | 0                                  |                                  |   |                |                |                              |                              |           |           |  |  |       |       |
|  | Іспанія                            | 0                                  | Польща                           | 3 |                |                |                              |                              |           |           |  |  |       |       |
|  | 21 вересня — Апелдорн (Нідерланди) |                                    | Польща                           | 3 |                |                |                              |                              |           |           |  |  |       |       |
|  |                                    | Німеччина                          | 0                                |   |                |                |                              |                              |           |           |  |  |       |       |
|  | Нідерланди                         | Німеччина                          | 0                                | 1 |                |                |                              |                              |           |           |  |  |       |       |
|  | Нідерланди                         |                                    | 26 вересня — Любляна (Словенія)  | 1 |                |                |                              |                              |           |           |  |  |       |       |
|  | Німеччина                          | 3                                  |                                  |   |                |                |                              |                              |           |           |  |  |       |       |
|  | Німеччина                          | 3                                  | Польща                           | 1 |                |                |                              |                              |           |           |  |  |       |       |
|  | 21 вересня — Любляна (Словенія)    |                                    | Польща                           | 1 |                |                |                              |                              |           |           |  |  |       |       |
|  |                                    | Словенія                           | 3                                |   | Матч за бронзу | Матч за бронзу |                              |                              |           |           |  |  |       |       |
|  | Росія                              | Словенія                           | 3                                | 3 | Матч за бронзу | Матч за бронзу |                              |                              |           |           |  |  |       |       |
|  | Росія                              | 23 вересня — Любляна (Словенія)    | 23 вересня — Любляна (Словенія)  | 3 |                |                | 28 вересня — Париж (Франція) | 28 вересня — Париж (Франція) |           |           |  |  |       |       |
|  | Греція                             | 23 вересня — Любляна (Словенія)    | 23 вересня — Любляна (Словенія)  | 0 |                |                | 28 вересня — Париж (Франція) | 28 вересня — Париж (Франція) |           |           |  |  |       |       |
|  | Греція                             | Росія                              | 1                                | 0 | Франція        | 0              |                              |                              |           |           |  |  |       |       |
|  | 21 вересня — Любляна (Словенія)    | Росія                              | 1                                |   | Франція        | 0              |                              |                              |           |           |  |  |       |       |
|  |                                    | Словенія                           | 3                                |   | Польща         | 3              |                              |                              |           |           |  |  |       |       |
|  | Словенія                           | Словенія                           | 3                                | 3 | Польща         | 3              |                              |                              |           |           |  |  |       |       |
|  | Словенія                           |                                    |                                  | 3 |                |                |                              |                              |           |           |  |  |       |       |
|  | Болгарія                           | 1                                  |                                  |   |                |                |                              |                              |           |           |  |  |       |       |
|  | Болгарія                           | 1                                  |                                  |   |                |                |                              |                              |           |           |  |  |       |       |

### 1/8
| Дата       | Час   |            | Рахунок |           | Сет 1 | Сет 2 | Сет 3 | Сет 4 | Сет 5 | Всього  | Звіт |
| ---------- | ----- | ---------- | ------- | --------- | ----- | ----- | ----- | ----- | ----- | ------- | ---- |
| 21 вересня | 16:00 | Нідерланди | 1–3     | Німеччина | 17–25 | 22–25 | 32–30 | 23–25 |       | 94–105  | Звіт |
| 21 вересня | 17:30 | Росія      | 3–0     | Греція    | 25–16 | 25–15 | 25–16 |       |       | 75–47   | Звіт |
| 21 вересня | 17:30 | Сербія     | 3–0     | Чехія     | 31–29 | 25–21 | 25–18 |       |       | 81–68   | Звіт |
| 21 вересня | 19:30 | Франція    | 3–0     | Фінляндія | 25–16 | 25–23 | 25–21 |       |       | 75–60   | Звіт |
| 21 вересня | 20:00 | Польща     | 3–0     | Іспанія   | 25–18 | 25–13 | 25–16 |       |       | 75–47   | Звіт |
| 21 вересня | 20:30 | Бельгія    | 2–3     | Україна   | 22–25 | 25–21 | 25–14 | 18–25 | 10–15 | 100–100 | Звіт |
| 21 вересня | 20:30 | Словенія   | 3–1     | Болгарія  | 25–27 | 25–17 | 25–16 | 25–17 |       | 100–77  | Звіт |
| 22 вересня | 17:00 | Італія     | 3–0     | Туреччина | 25–22 | 25–18 | 25–21 |       |       | 75–61   | Звіт |

### Чвертьфінали
| Дата       | Час   |         | Рахунок |           | Сет 1 | Сет 2 | Сет 3 | Сет 4 | Сет 5 | Всього  | Звіт |
| ---------- | ----- | ------- | ------- | --------- | ----- | ----- | ----- | ----- | ----- | ------- | ---- |
| 23 вересня | 20:00 | Польща  | 3–0     | Німеччина | 25–19 | 25–21 | 25–18 |       |       | 75–58   | Звіт |
| 23 вересня | 20:30 | Росія   | 1–3     | Словенія  | 23–25 | 22–25 | 25–21 | 21–25 |       | 91–96   | Звіт |
| 24 вересня | 20:30 | Сербія  | 3–2     | Україна   | 21–25 | 25–23 | 25–22 | 19–25 | 15–9  | 105–104 | Звіт |
| 24 вересня | 21:00 | Франція | 3–0     | Італія    | 25–16 | 27–25 | 25–14 |       |       | 77–55   | Звіт |

### Півфінали
| Дата       | Час   |        | Рахунок |          | Сет 1 | Сет 2 | Сет 3 | Сет 4 | Сет 5 | Всього  | Звіт |
| ---------- | ----- | ------ | ------- | -------- | ----- | ----- | ----- | ----- | ----- | ------- | ---- |
| 26 вересня | 20:30 | Польща | 1–3     | Словенія | 23–25 | 26–24 | 22–25 | 23–25 |       | 94–99   | Звіт |
| 27 вересня | 21:00 | Сербія | 3–2     | Франція  | 23–25 | 25–23 | 25–21 | 17–25 | 15–7  | 105–101 | Звіт |

### Матч за третє місце
| Дата       | Час   |         | Рахунок |        | Сет 1 | Сет 2 | Сет 3 | Сет 4 | Сет 5 | Всього | Звіт |
| ---------- | ----- | ------- | ------- | ------ | ----- | ----- | ----- | ----- | ----- | ------ | ---- |
| 28 вересня | 18:00 | Франція | 0–3     | Польща | 24–26 | 22–25 | 21–25 |       |       | 67–76  | Звіт |

### Фінал
| Дата       | Час   |        | Рахунок |          | Сет 1 | Сет 2 | Сет 3 | Сет 4 | Сет 5 | Всього | Звіт |
| ---------- | ----- | ------ | ------- | -------- | ----- | ----- | ----- | ----- | ----- | ------ | ---- |
| 29 вересня | 17:30 | Сербія | 3–1     | Словенія | 19–25 | 25–16 | 25–18 | 25–20 |       | 94–79  | Звіт |

## Фінальні місця
| Місце | Команда            |
| ----- | ------------------ |
| 1     | Сербія             |
| 2     | Словенія           |
| 3     | Польща             |
| 4     | Франція            |
| 5     | Росія              |
| 6     | Італія             |
| 7     | Україна            |
| 8     | Німеччина          |
| 9     | Бельгія            |
| 10    | Нідерланди         |
| 11    | Болгарія           |
| 12    | Туреччина          |
| 13    | Чехія              |
| 14    | Фінляндія          |
| 15    | Іспанія            |
| 16    | Греція             |
| 17    | Північна Македонія |
| 18    | Чорногорія         |
| 19    | Словаччина         |
| 20    | Португалія         |
| 21    | Румунія            |
| 22    | Білорусь           |
| 23    | Австрія            |
| 24    | Естонія            |

| Чемпіонат Європи з волейболу серед чоловіків 2019 |
| ------------------------------------------------- |
| · Сербія · 3-ій титул                             |

| Склад команди (14 чоловік) |
| Александар Атанасієвич, Марко Івович, Нікола Йовович, Урош Ковачевич, Петар Крсманович, Сречко Лисинаць, Дражен Лубурич, Невен Майсторович, Александар Околич, Никола Пекович, Неманья Петрич (К), Марко Подращанин, Вук Тодорович, Лазар Чирович |
| Головний тренер |
| Слободан Ковач |